# USブレッサンヌ
ユニオン・スポルティヴ・ブレッサンヌ・ペイ・ドゥ・ラン（仏: Union Sportive Bressane Pays de l'Ain）は、フランスのアン県ブール＝カン＝ブレスに本拠地を置くラグビーユニオンクラブである。スタジアムはスタッド・マルセル＝ヴェルシェール。シャンピオナ・フェデラル・ナシオナル（3部）に所属。通称はブール＝カン＝ブレス（Bourg-en-Bresse）。

## 歴史
1902年創設。
2020-21シーズン後にナシオナル（3部）からプロD2（2部）に昇格するも、1年で再降格した。

## スコッド
- マアフ・フィア(トンガ代表)
- ジョシュ・ペーターズ(スペイン代表)
- ベンス・ロート(オランダ代表)

## 歴代所属選手
- エウンズ・コツゼ(ナミビア代表)
- ピーター・ネルソン(カナダ代表)
- マリウス・アントネスク(ルーマニア代表)
- ジョシュア・フルノ(イタリア代表)
- シオネ・アンガアエランギ(トンガ代表)
- TJ・イオアネ(サモア代表)
- マリエトア・ヒンガノ(トンガ代表)
- ジャン＝バティスト・ディクラリス(ベルギー代表)